# Münzstraße (Schwerin)

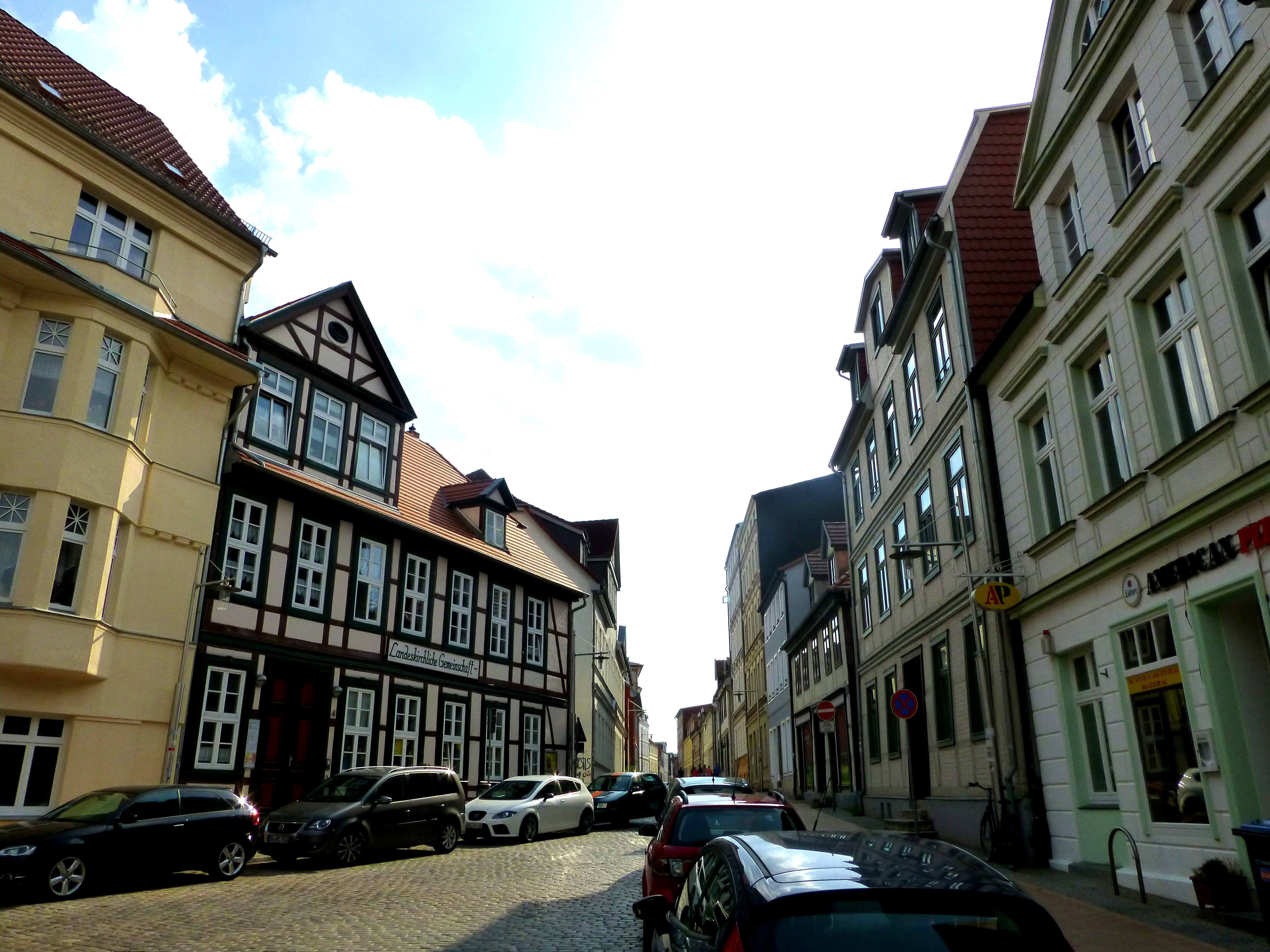
Südblick

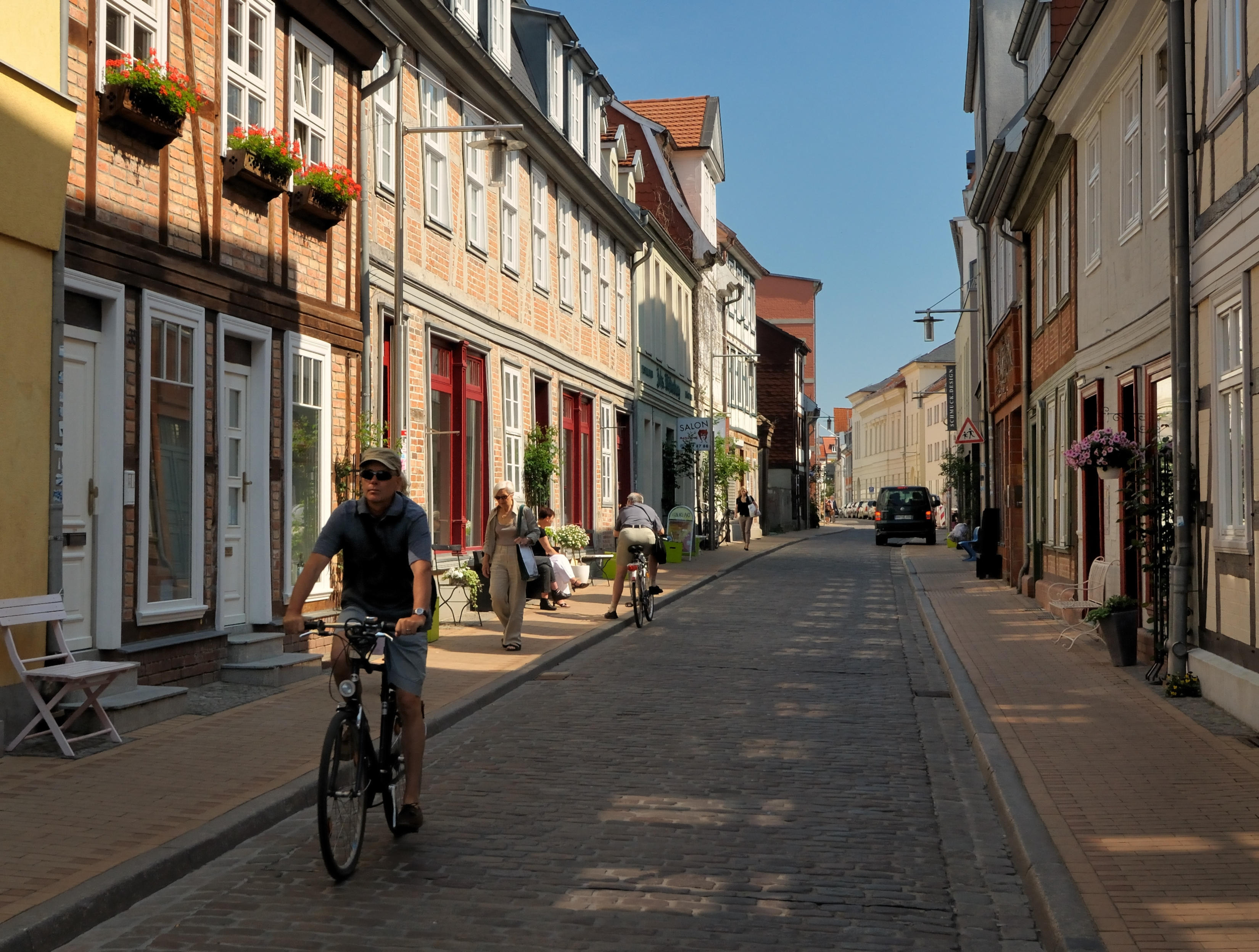
Nordblick

Die historische Münzstraße befindet sich in Schwerin, Stadtteil Schelfstadt. Die Straße führt in Nord-Süd-Richtung von der Bergstraße / Kirchenstraße / Amtstraße / Jahnstraße und Ziegenmarkt zur Burgstraße.

## Nebenstraßen
Die Nebenstraße und Anschlussstraßen wurden benannt als Bergstraße, Kirchenstraße die zur Schelfkirche führt, Amtstraße nach dem Rathaus (= Amt) der Schelfstadt, Jahnstraße nach dem Turnpädagogen Friedrich Ludwig Jahn (1778–1852), Ziegenmarkt (früher Fischmarkt), Schliemannstraße nach dem mecklenburgischen Kaufmann und Archäologen Heinrich Schliemann (1822–1890), Fischerstraße (früher hieß auch die Münzstraße bis 1800 so) und Burgstraße nach der früheren Schweriner Burg.

## Geschichte

### Name
Die Straße wurde 1778 benannt nach der Münze Schwerin, der Münzprägewerkstatt vom 18. und 19. Jahrhundert. Zuvor hieß sie seit 1507 Fischerstraße nach den hier wohnenden Fischern vom Schweriner See.

### Entwicklung

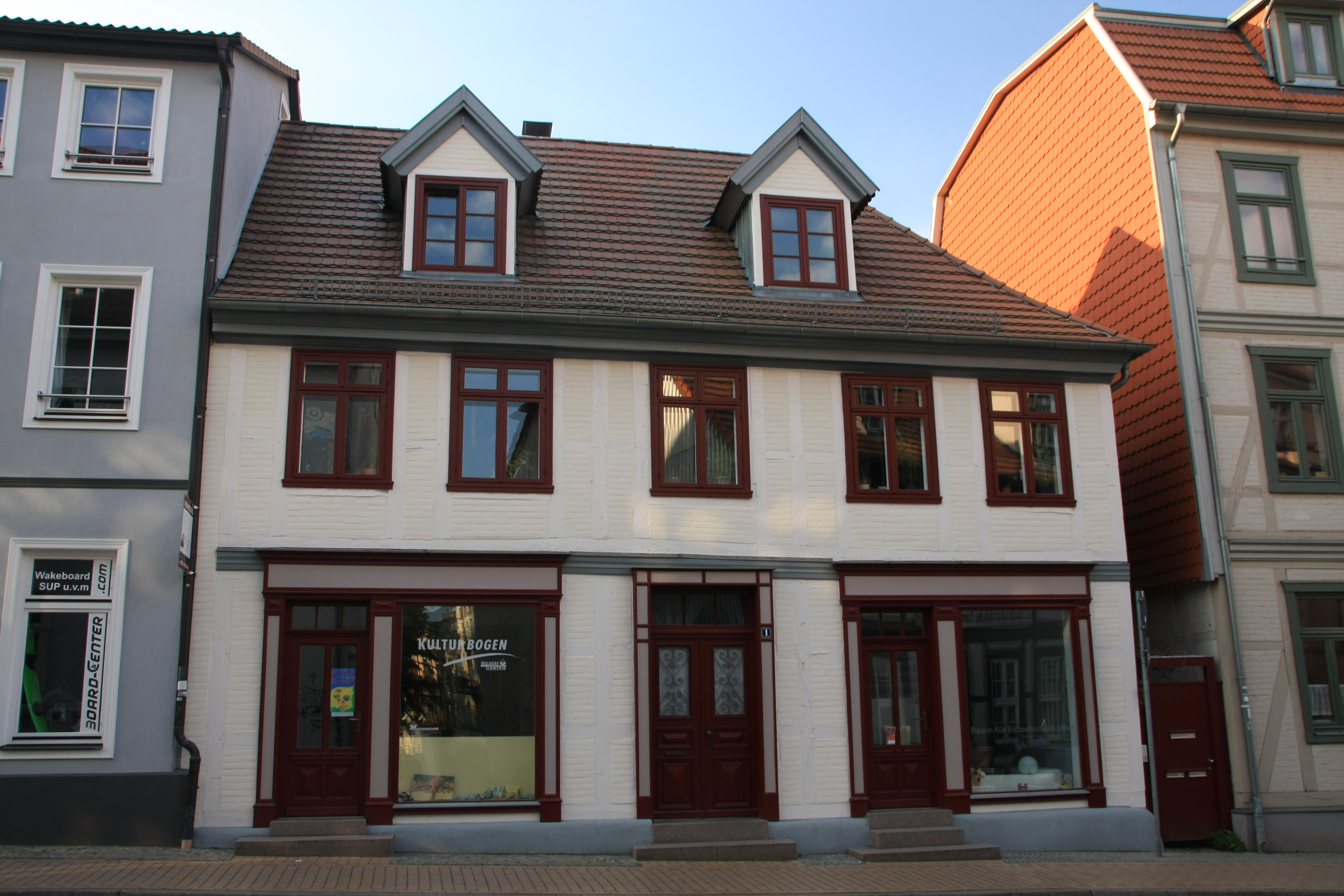
Nr. 1

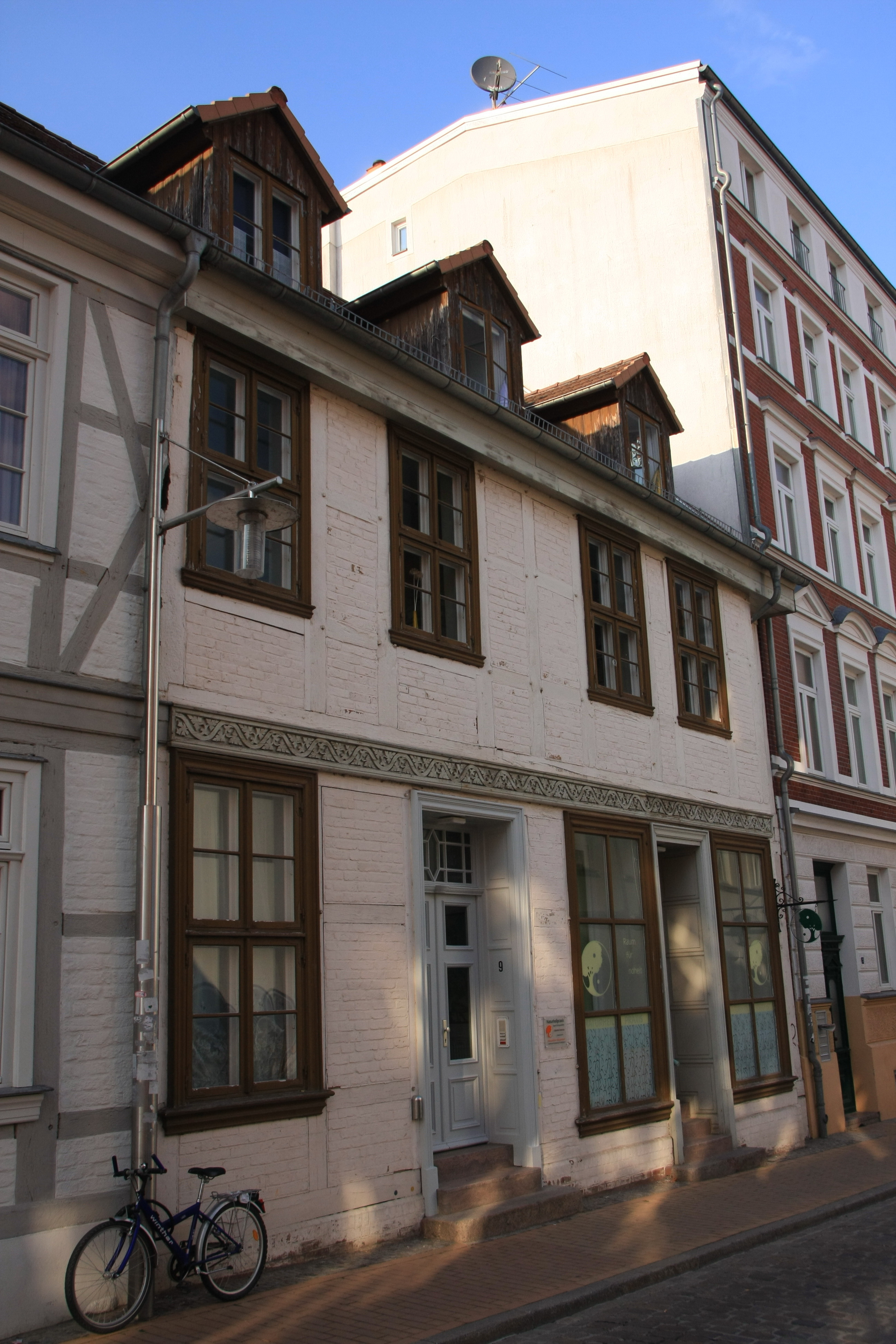
Nr. 9

Die Schelfstadt, ursprünglich die Schelfe, seit 1349 auch Neustadt, entwickelte sich seit dem 11. Jahrhundert als zunächst selbstständiger Ort. 1705 erhielt sie das Stadtrecht. An der ersten Stadtplanung war 1705 maßgeblich der Ingenieur-Capitain Jacob Reutz († 1710) beteiligt und u. a. die begradigte Wegeverbindung Richtung Schelfthor und Altstadt wurde in einer Declaration festgelegt. Ein späteres Baureglement schrieb die Traufständigkeit und die Höhe der Häuser vor.
Die Münzstraße ist eine der ältesten Straßen der Schelfe. Sie prägt wie die Puschkinstraße das Stadtbild. In dem ansonsten orthogonalen Straßenraster verläuft sie diagonal. Erst im 18. Jahrhundert entstand bis Mitte des 19. Jahrhunderts die planmäßige Bebauung der oft großen Grundstücke mit anfänglich noch größeren Lücken zwischen den zweigeschossigen Fachwerkhäusern. 1823 wurde die Straße gepflastert, 1835 erhielt sie eine Gasbeleuchtung und 1900 eine Kanalisation sowie neues in Reihe gelegtes Straßenpflaster und beidseitige Bürgersteige mit gelben Klinkersteinen. Die Gebiete um das Große Moor und an der Werderstraße wurden nach 1840 trockengelegt und besiedelt. Danach kam erst der Durchbruch der Schliemannstraße und mit dem Ausbau der Werderstraße ab 1858 wurden die Grundstücke zugunsten der Bebauung an der Werderstraße wesentlich verkleinert. In der Gründerzeit wurden um 1870/90 in die Bebauung auch dreigeschossige Häuser eingefügt.
Im Zweiten Weltkrieg gab es nur wenige Verluste an Gebäuden. Die Bauunterhaltung der Häuser wurde aber in den 1950er bis 1990er Jahren stark vernachlässigt; Teilbereichen drohte der flächenmäßige Abriss. 1988 versuchte eine Bürgerinitiative das Schlimmste zu verhindern. Mit der politischen Wende konnte die Erneuerung des Stadtteils eingeleitet werden.
Im Rahmen der Städtebauförderung wurden 1991 große Teile der Schelfstadt Sanierungsgebiet; es erfolgte 1999 die Sanierung der Straße mit klinkerbelegten Gehwegen und neuen Straßenleuchten; auch die Häuser konnten erhalten und saniert werden. Läden für einen besonderen Bedarf und Künstlerateliers geben der Straße ein neues Ambiente.
Verkehrlich wird die Straße durch die Buslinie 11 der Nahverkehr Schwerin GmbH (NVS) tangiert.

## Gebäude, Anlagen (Auswahl)

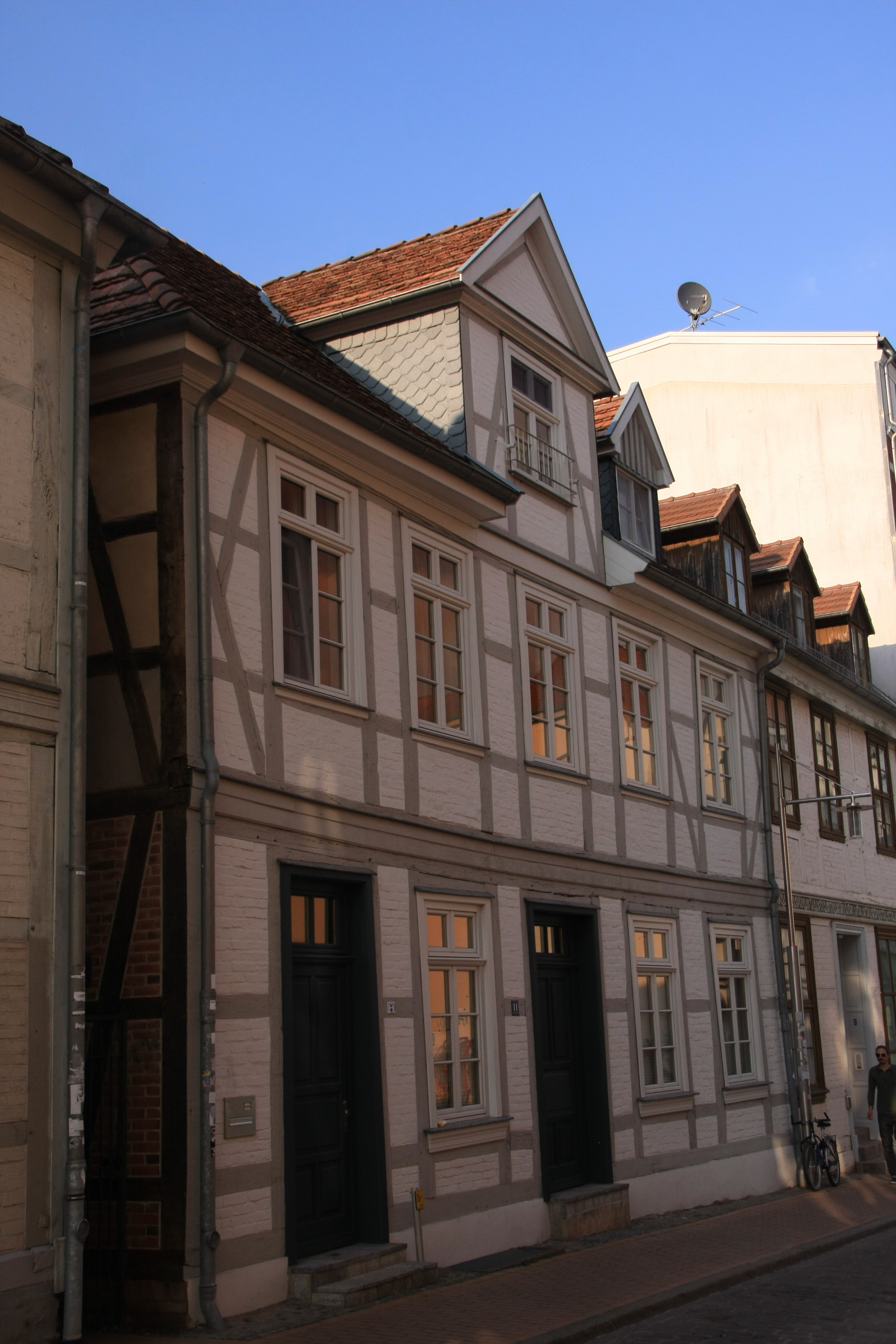
Nr. 11

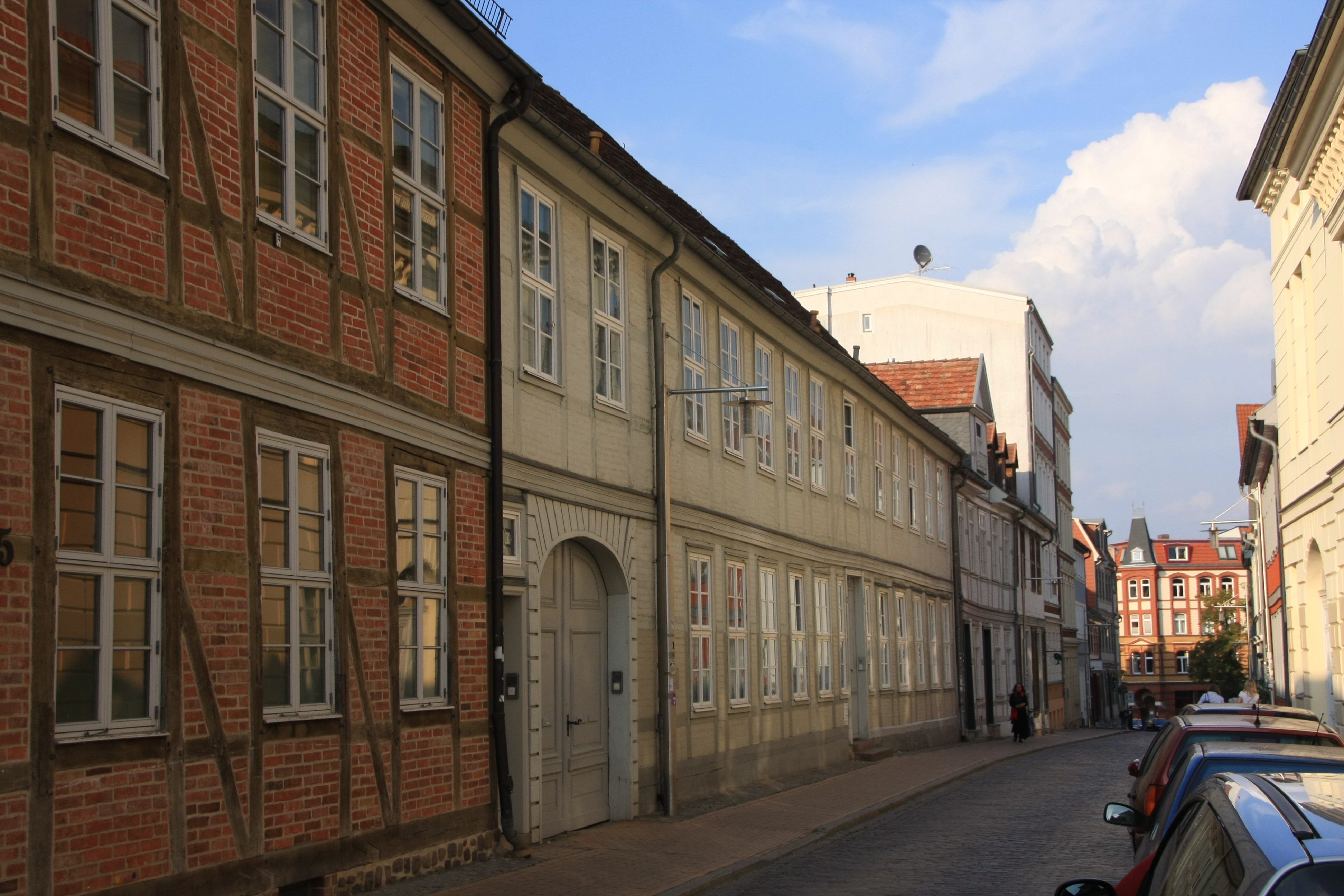
Nr. 13–17

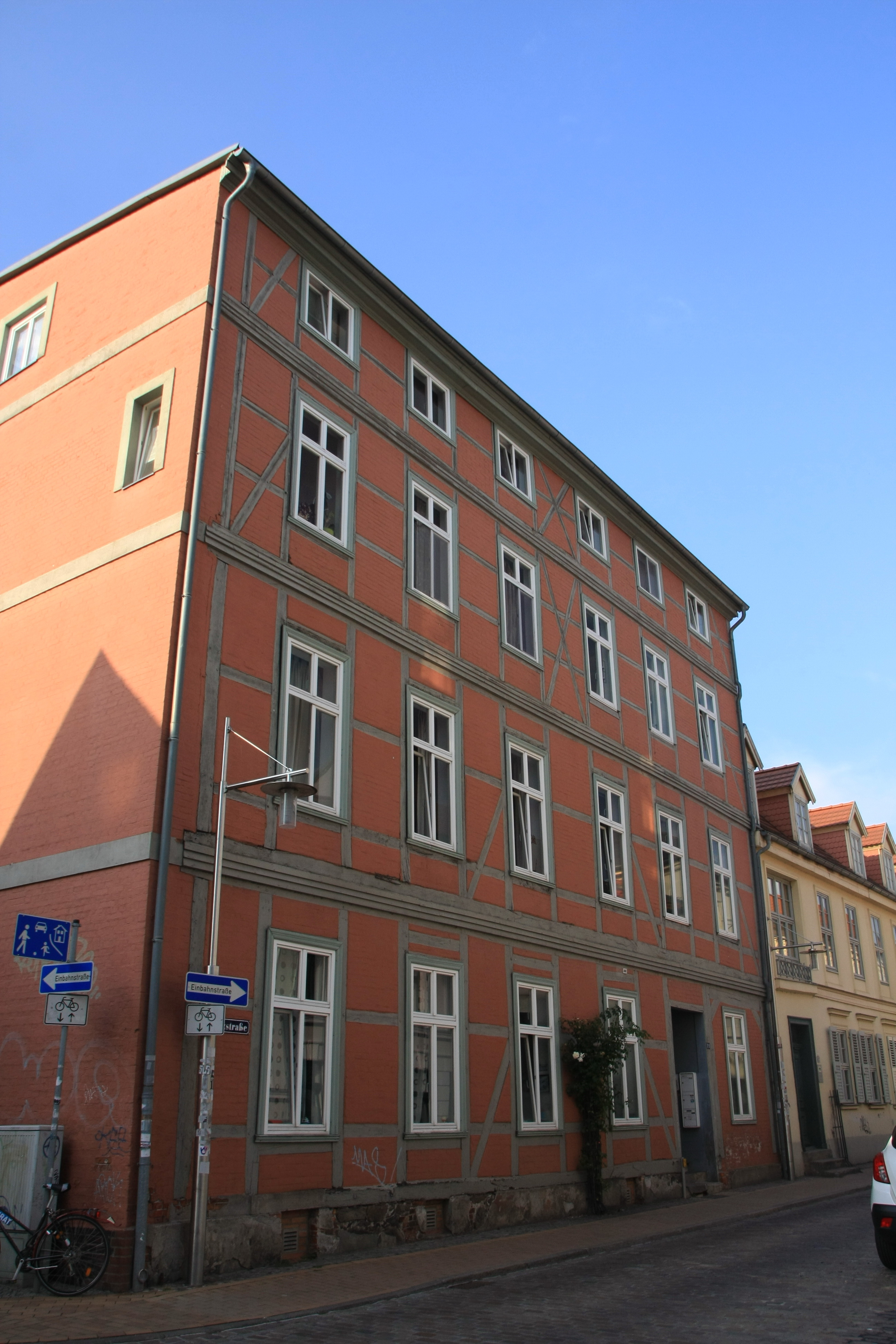
Nr. 19

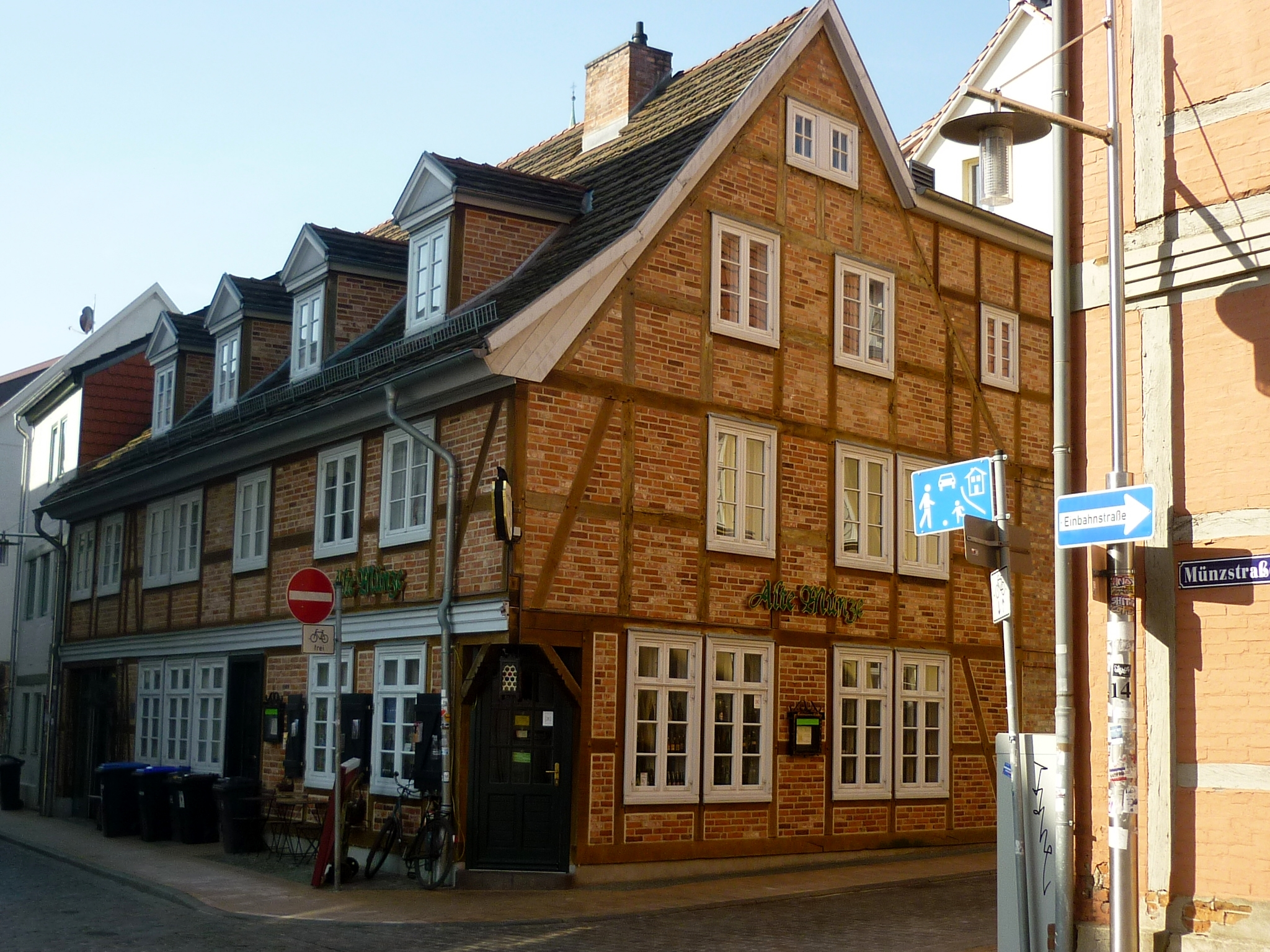
Nr. 21

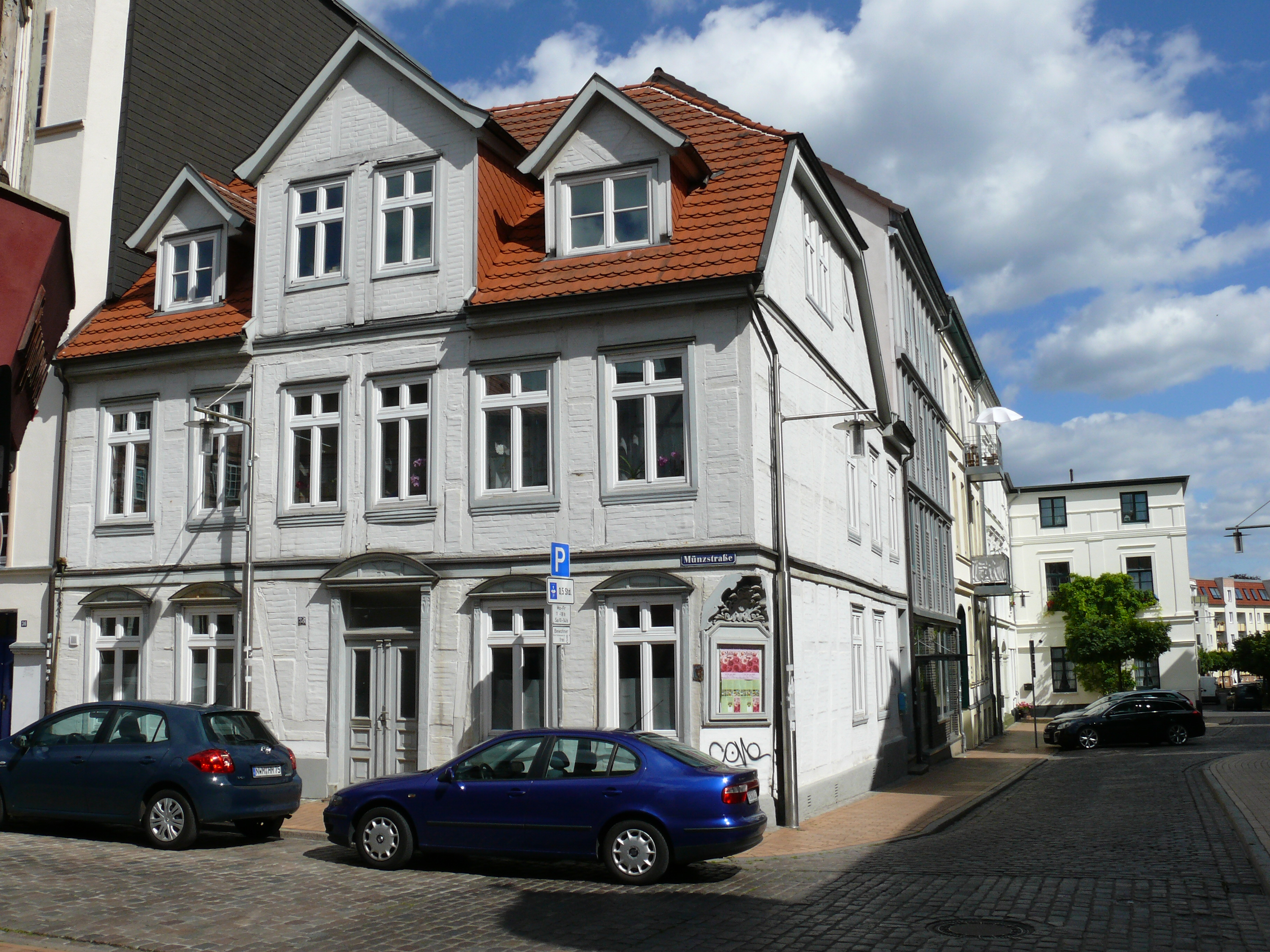
Nr. 38

An der Straße stehen zumeist zwei- bis dreigeschossige Gebäude. Die mit (D) gekennzeichneten Häuser stehen unter Denkmalschutz.
- Ziegenmarkt Nr. 1: 3-gesch. Wohnhaus (D) mit einem 4-gesch. Zwerchhaus
- Ziegenmarkt Nr. 2: 2-gesch. Wohnhaus (D) mit einem 3-gesch. Zwerchhaus
- Ziegenmarkt Nr. 4: 2-gesch. Wohnhaus (D) mit einem 3-gesch. Zwerchhaus als Fachwerkbau; Sitz der Landeskirchlichen Gemeinschaft (LKG) Schwerin
- Nr. 1: 2-gesch. Wohn- und Geschäftshaus und Hofgebäude mit halbem Bohlenbinder (D), heute auch Sitz des ADFC Landesverband Mecklenburg-Vorpommern
- Nr. 2: 2-gesch. verputztes Wohn- und Geschäftshaus (D) mit Zwerchhaus
- Nr. 4: 2-gesch. verputztes rotes Wohnhaus
- Nr. 5+7: Zwei 5-gesch. Wohnhäuser im Stil der Gründerzeit von nach 1900
  - Nr. 5: 3-gesch. verklinkerte Flügelanbau von 1901, nach 2003 als Wohnhaus umgebaut und saniert[5]
- Nr. 6: 2-gesch. verputztes Wohnhaus mit Hofgebäude (D)
- Nr. 8/10: 2-gesch. verputztes ehem. Wohnhaus von um 1715 (D) nach Plänen von Leonhard Christoph Sturm; bis 1778 Umbau zur Münzprägeanstalt, die Münze Schwerin; 1820er Jahre Umbau durch Ludwig Bartning: die klassizistisch Fassade entstand; bis 1858 Umbau zum Ministerhotel nach Plänen von Hermann Willebrand mit Einbau eines Festsaals, 1929 Putzfassade und zwei Kopfbauten mit rundbogenförmigen Eingängen; heute Außenstelle Schwerin der Nordkirche
- Nr. 9: 2-gesch. verputztes Wohnhaus (Straßenfassade: D)
- Nr. 11: 2-gesch. verputztes Wohnhaus (D) als Fachwerkbau mit Zwerchhaus
- Nr. 12 und Schliemannstraße 11–16: 3-gesch. neues Wohn-, Büro- und Geschäftshaus mit Staffelgeschoss und runder Eckbetonung
- Nr. 13: 2-gesch. verputztes Wohnhaus
- Nr. 15: 3-gesch. verklinkertes Wohnhaus (D) als Fachwerkbau
- Nr. 17a/b: 2-gesch. verputztes Wohnhaus mit Büro (D)
- Nr. 18: Galerie
- Nr. 19: 4-gesch.rotes Wohn- und Geschäftshaus (D) mit Fachwerk
- Nr. 20: 3-gesch. ehem. Wohnhaus (D), heute Kindergarten
- Nr. 21 / Ecke Schliemannstraße: 2-gesch. verklinkertes Wohn- und Geschäftshaus vom Ende des 18. Jh. mit historischem Geschäftseingang (D) als Fachwerkbau. Das sehr vernachlässigte Gebäude wurde 2000 umfangreich saniert und die frühere Tordurchfahrt wieder hergestellt; heute mit dem Restaurant Zur Alten Münze, das seit 1876 besteht[6]
- Nr. 25: 2-gesch. Wohn- und Geschäftshaus mit Zwerchhaus
- Nr. 26: 2-gesch. Wohn- und Geschäftshaus (D), Galerie
- Nr. 28: 2-gesch. Wohnhaus (D) als Fachwerkhaus; 1802–1812 (†) wohnte hier der Mediziner Gustav Friedrich Masius, ab 1898 Familienbesitz Seupel mit Werkstätten
- Nr. 29: 2-gesch. Wohnhaus mit Kanzlei (D)
- Nr. 30: 2-gesch. Wohn- und Geschäftshaus mit Flügelanbau (D), Galerie
- Nr. 31: 2-gesch. Wohnhaus und Praxis
- Nr. 32: 4-gesch. Wohnhaus (D) mit dominanter Fachwerkfassade
- Nr. 33: 2-gesch. Wohn- und Geschäftshaus (D), Modeatelier
- Nr. 35: 2-gesch. Wohn- und Geschäftshaus mit Fachwerk und Zwerchhaus
- Nr. 38 / Ecke Burgstraße: 2-gesch. Wohnhaus (D) als Fachwerkeckbau mit Zwerchhaus

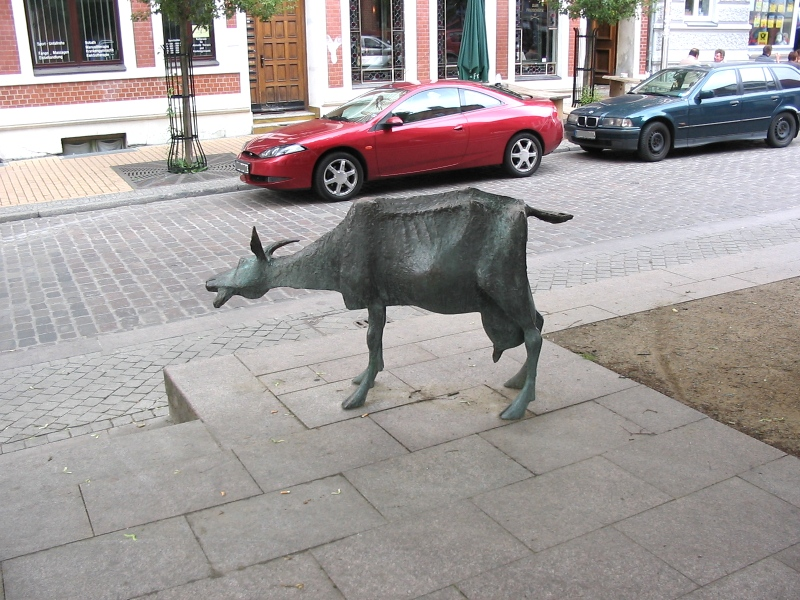
Ziegenmarkt

### Denkmale, Gedenken
- Ziege aus Bronze auf dem Ziegenmarkt, 1981: von Stefan Thomas[7]
- Nr. 8: Gedenktafel für A. Starost
- Stolpersteine Schwerin bei Gebäude
  - Nr. 35: Für Dora Fliesswasser (* 1908), 1937 geflohen; Lotti Fliesswasser (1931–1942/43 ermordet in Auschwitz)